# Пилипчук Ростислав Ярославович
Ростисла́в Яросла́вович Пилипчу́к (10 липня 1936, с. Оришківці, нині Гусятинського району Тернопільської області — 22 серпня 2014, Київ) — український театрознавець, літературознавець, історик культури, педагог. Протягом 20 років — ректор Київського національного університету театру, кіно і телебачення імені Івана Карпенка-Карого (1983—2003). Автор понад 1000 мистецтвознавчих робіт. Заслужений діяч мистецтв України (1993).

## Життєпис

Могила Ростислава Пилипчука, Байкове кладовище

Народився 10 липня 1936 року у селі Оришківці на Тернопільщині. Брат — доктор біологічних наук, професор Олег Пилипчук (нар. 1947).
Закінчив український відділ філологічного факультету Чернівецького державного університету (1958, нині Чернівецький національний університет імені Юрія Федьковича).
Працював науковим співробітником у Літературному музеї Юрія Федьковича та учителем української мови і літератури в СШ робітничої молоді № 3 у місті Чернівці (1958—1960);
Закінчив аспірантуру зі спеціальності «театральне мистецтво» в Інституті мистецтвознавства, фольклору та етнографії АН УРСР (1960—1963);
1963—1967 — м. н. с., ст. н. с. відділу театрознавства, учений секретар ІМФЕ імені М. Т. Рильського АН УРСР (нині Інститут мистецтвознавства, фольклористики та етнології імені М. Т. Рильського НАН України).
Від 1977 — проректор із наукової роботи.
1983—2003 — ректор Київського державного інституту театрального мистецтва імені І. К. Карпенка-Карого (нині Київський національний університет театру, кіно і телебачення імені Івана Карпенка-Карого), від 2003 — радник ректора і професор кафедри театрознавства цього ВНЗ.
1994—2002 — член Державної акредитаційної комісії при Міністерстві освіти і науки України.
З 1960 до 1991 р. — член КПРС, опісля — безпартійний.
Помер 26 серпня 2014 року на 79-му році життя. Похований на Байковому кладовищі (ділянка № 33).

## Праці
Автор понад 1000 наукових праць з історії українського театру і літератури, зокрема у виданнях:
- Український драматичний театр: нариси історії (Т. 1, 1967; розділи про театр на західноукр. землях);
- Історія Української РСР. У 8 т. 10 кн. (Т. 1, кн. 2, 1979; рос. вид.: У 10 т., Т. 2, 1982);
- Історія української культури. У 5 т. (Т. 2, 2001; Т. 3, 2003; Т. 4, Кн. 2, 2005; розд. про театр XVI—XIX ст.);
- Українсько-польські мистецькі зв'язки (співавт., 1998).
- Пилипчук Р. Український професіональний театр в Галичині (60-ті роки XIX ст.) / Ростислав Пилипчук ; упоряд. Є. О. Гулякіна ; вступ. ст. О. Ю. Клековкіна. — Київ: Криниця, 2015. — 511 с. арк. фот. [Архівовано 19 лютого 2019 у Wayback Machine.]

Упорядник, автор вступних статей і коментарів у виданнях:
- М. В. Лисенко у спогадах сучасників (1968),
- Спогади про Миколу Садовського. Збірник / Упорядкування, вступна стаття, примітки Р. Я. Пилипчука. — Київ : «Мистецтво», 1981. — 184 с. — 9 000 прим.
- Спогади про Панаса Саксаганського (1984),
- Спогади про Івана Карпенка-Карого (1987),
- Іван Карпенко-Карий. Драматичні твори (1989),
- Микола Лисенко у спогадах сучасників. У 2 т. (Т. 1, 2003),
- Василь Сімович. Праці у 2 т. (Т. 2, 2005),
- Володимир Голота. Бібліографічний покажчик зі вступною статтею (2002).

Опублікував журнальний варіант монографії «Становлення українського професіонального театру в Галичині (60-ті роки ХІХ ст.)» у журналі «Просценіум» (№ 1, 2001; № 1–3, 2002; № 1–3, 2003; № 1–3, 2004; № 1–3, 2005; № 1, 2006) та її продовження: «Репертуар і сценічне мистецтво українського професіонального театру в Галичині (60-ті роки ХІХ ст.)» у журналі «Просценіум» (№ 2–3, 2007; № 1–3, 2008; № 1–3, 2009; № 1–3, 2010; № 1–3, 2011). Окреме видання: Пилипчук, Р. Я. Український професіональний театр в Галичині (60-ті роки XIX ст.) / Ростислав Пилипчук ; упоряд. Є. О. Гулякіна ; вступ. ст. О. Ю. Клековкіна. — Київ: Криниця, 2015. http://elib.nplu.org/view.html?&id=7584 [Архівовано 19 вересня 2016 у Wayback Machine.]
Автор статей у наукових збірниках, журналах, енциклопедичних виданнях, зокрема
- УРЕ (1-е та 2-е вид.);
- Шевченківський словник. У 2-х т.;
- Українська літературна енциклопедія (Тт. 1–3),
- Мистецтво України;
- Енциклопедія сучасної України (Тт. 1–11);
- Українська музична енциклопедія (Тт. 1–3),
- Шевченківська енциклопедія (Тт. 1–2).

Відповідальний редактор наукового збірника «Театральна культура» (вип. 6–13, 1980–87), науковий редактор «Наукового вісника Київського національного університету театру, кіно і телебачення імені І. К. Карпенка-Карого» (вип. 1–11, 2007—2012) та багатьох інших видань, зокрема співредактор чотирьох томів «Праць Театрознавчої комісії» у «Записках НТШ» (Т. 237, 1999; Т. 245, 2003; Т. 254, 2007; Т. 262, 2011).

## Звання та нагороди
- Кандидат мистецтвознавства (1971), професор (1989).
- Заслужений діяч мистецтв України (1993).
- Академік АН вищої освіти України (з 1993).
- Член-кореспондент Академії мистецтв України (1997—2001).
- Академік Національної академії мистецтв України (2001).
- Дійсний член Наукового товариства імені Шевченка в Україні (2002).
- Член Національної спілки театральних діячів України (з 1963),
- Член комітету Національної асоціації українознавців (з 1989).
- Премія НСТДУ в галузі театрознавства і театральної критики (1992),
- Театральна премія ім. І. Котляревського (1994).
- Орден «За заслуги» 3-го ступеня (1998),
- Почесна грамота Міністерства культури і мистецтв України (2006),
- Медаль до 100-річчя Л. Шіллера (Міністерство культури Польщі, 1987),
- Золота медаль Національної академії мистецтв України (2011).